# マリウス・シュデク
マリウス・シュデク（ポーランド語: Mariusz Siudek、1972年4月29日 - ）は、ポーランド出身の男性フィギュアスケート選手で現在はフィギュアスケートコーチ兼審判員。1999年世界フィギュアスケート選手権銅メダリスト。1998年長野オリンピック、2002年ソルトレイクシティオリンピック、2006年トリノオリンピックペアポーランド代表。パートナーは妻でもあるドロタ・シュデク。

## 経歴
オシフィエンチムに生まれ、6歳のときにスケートを始め、当初シングルスケーターとして活動を開始する。17歳のときよりペアペアスケーターに転向し、ベアタ・スジムロスカらと組み1989年から世界ジュニア選手権に出場、1991-1992年シーズンからはシニアクラスの欧州選手権と世界選手権にも出場したが、入賞することもなかった。
1994年、ドロタ・ザゴルスカとペアを結成。1995-1996年シーズンよりISUグランプリシリーズに参戦を果たした。長野オリンピックを控えた1997-1998年シーズンにはオンドレイネペラメモリアルで優勝を果たす。長野オリンピックでは10位に終わったものの、1998年世界選手権では5位入賞を果たした。翌1998-1999年シーズン、ISUグランプリシリーズでは精彩を欠いたものの、1999年欧州選手権で2位、1999年世界選手権では3位となり、ポーランドに世界選手権初のメダルをもたらした。
1999-2000年シーズン、NHK杯とラリック杯でISUグランプリシリーズ初表彰台の3位となり、2000年欧州選手権では2年連続の2位となったが、2000年世界選手権では5位入賞に留まった。これ以後、世界選手権では表彰台から遠ざかることになる。2000年5月13日、パートナーでもあるマリウス・シュデクと結婚。2度目のオリンピックとなった2002年ソルトレイクシティオリンピックでは7位に終わった。
2004年欧州選手権で3位となり、4年ぶりにメダルを獲得。3度目のオリンピックとなった2006年トリノオリンピックでは9位に沈んだ。
パートナーであり妻でもあるドロタは、登録名として結婚後も旧姓のザゴルスカを使用していたが、2006-2007年シーズンでの引退を決意しマリウスの姓であるシュデクで大会に出場。2007年欧州選手権で3年ぶりの3位となり、迎えた2007年世界選手権では、マリウス・シュデク自身のケガによりフリースケーティングを棄権。同シーズン終了後に引退した。引退後は夫婦揃ってコーチに転進、またフィギュアスケート技術審判員としても活動している。

## 主な戦績
- 戦績はドロタ・シュデクと組んで以降。

| 大会/年            | 94-95 | 95-96 | 96-97 | 97-98 | 98-99 | 99-00 | 00-01 | 01-02 | 02-03 | 03-04 | 04-05 | 05-06 | 06-07 |
| ------------------ | ----- | ----- | ----- | ----- | ----- | ----- | ----- | ----- | ----- | ----- | ----- | ----- | ----- |
| オリンピック       |       |       |       | 10    |       |       |       | 7     |       |       |       | 9     |       |
| 世界選手権         | 16    | 13    | 8     | 5     | 3     | 5     | 6     | 6     | 7     | 6     | 7     | 9     | 棄権  |
| 欧州選手権         | 9     | 6     | 7     | 4     | 2     | 2     | 棄権  | 4     | 4     | 3     |       | 5     | 3     |
| ポーランド選手権   |       |       |       |       |       |       |       | 1     | 1     | 1     |       |       |       |
| GPファイナル       |       |       |       |       |       |       | 4     |       | 5     |       |       |       |       |
| GPスケートアメリカ |       |       |       |       |       |       |       |       |       |       |       |       | 2     |
| GP中国杯           |       |       |       |       |       |       |       |       |       | 4     |       | 3     | 5     |
| GPロシア杯         |       |       | 6     | 4     | 4     |       | 3     | 4     | 4     |       | 棄権  | 3     | 4     |
| GPスケートカナダ   |       |       |       | 4     | 棄権  |       | 4     |       |       | 3     | 3     |       |       |
| GP NHK杯           |       |       | 7     |       |       | 3     |       | 3     | 2     | 3     | 3     |       |       |
| GPボフロスト杯     |       |       | 6     |       |       | 4     |       |       | 3     |       |       |       |       |
| GPエリック杯       |       | 8     |       |       |       | 3     | 5     | 棄権  |       |       |       |       |       |
| ネペラ記念         |       |       |       | 1     |       |       | 1     |       |       |       |       |       |       |
| スケートイスラエル |       | 6     |       |       | 1     |       |       |       |       |       |       |       |       |
| ネーベルホルン杯   |       | 4     |       | 4     |       |       |       |       |       |       |       |       |       |

### 詳細
| 2006-2007 シーズン  |                                                          |         |          |          |
| 開催日              | 大会名                                                   | SP      | FS       | 結果     |
| 2007年3月19日-25日  | 2007年世界フィギュアスケート選手権（東京）               | 9 57.23 | -        | 棄権     |
| 2007年1月22日-28日  | 2007年ヨーロッパフィギュアスケート選手権（ワルシャワ）   | 3 57.81 | 3 113.10 | 3 170.91 |
| 2006年11月24日-26日 | ISUグランプリシリーズ ロシア杯（モスクワ）               | 4 57.98 | 4 105.15 | 4 163.13 |
| 2006年11月9日-12日  | ISUグランプリシリーズ 中国杯（南京）                     | 5 50.74 | 5 100.91 | 5 151.65 |
| 2006年10月26日-29日 | ISUグランプリシリーズ スケートアメリカ（ハートフォード） | 4 50.34 | 1 111.13 | 2 161.47 |

| 2005-2006 シーズン  |                                                        |         |          |          |
| 開催日              | 大会名                                                 | SP      | FS       | 結果     |
| 2006年3月19日-26日  | 2006年世界フィギュアスケート選手権（カルガリー）       | 9 55.05 | 9 105.74 | 9 160.79 |
| 2006年2月10日-26日  | トリノオリンピック（トリノ）                           | 9 56.10 | 8 109.85 | 9 165.95 |
| 2006年1月17日-22日  | 2006年ヨーロッパフィギュアスケート選手権（リヨン）     | 5 49.53 | 5 104.14 | 5 153.67 |
| 2005年11月24日-27日 | ISUグランプリシリーズ ロシア杯（サンクトペテルブルク） | 3 57.24 | 3 104.50 | 3 161.74 |
| 2005年11月3日-6日   | ISUグランプリシリーズ 中国杯（北京）                   | 3 56.06 | 3 106.42 | 3 162.48 |

| 2004-2005 シーズン  |                                                        |         |          |          |
| 開催日              | 大会名                                                 | SP      | FS       | 結果     |
| 2005年3月14日-20日  | 2005年世界フィギュアスケート選手権（モスクワ）         | 7 60.02 | 7 107.66 | 7 167.68 |
| 2004年11月25日-28日 | ISUグランプリシリーズ ロシア杯（モスクワ）             | 4 52.08 | -        | 棄権     |
| 2004年11月4日-7日   | ISUグランプリシリーズ NHK杯（名古屋）                  | 3 61.84 | 2 115.4  | 3 177.24 |
| 2004年10月28日-31日 | ISUグランプリシリーズ スケートカナダ（ハリファックス） | 5 55.96 | 2 114.98 | 3 170.94 |

| 2003-2004 シーズン     |                                                        |         |          |          |
| 開催日                 | 大会名                                                 | SP      | FS       | 結果     |
| 2004年3月22日-28日     | 2004年世界フィギュアスケート選手権（ドルトムント）     | 5       | 6        | 6        |
| 2004年2月2日-8日       | 2004年ヨーロッパフィギュアスケート選手権（ブダペスト） | 3       | 3        | 3        |
| 2003年11月27日-30日    | ISUグランプリシリーズ NHK杯（旭川）                    | 2 57.68 | 3 106.36 | 3 164.04 |
| 2003年11月6日-9日      | ISUグランプリシリーズ 中国杯（北京）                   | 4 56.44 | 4 102.15 | 4 158.59 |
| 2003年10月30日-11月2日 | ISUグランプリシリーズ スケートカナダ（ミシサガ）       | 4 61.54 | 3 110.21 | 3 171.75 |

| 2002-2003 シーズン     |                                                          |    |    |      |
| 開催日                 | 大会名                                                   | SP | FS | 結果 |
| 2003年3月24日-30日     | 2003年世界フィギュアスケート選手権（ワシントンD.C.）     | 5  | 7  | 7    |
| 2003年1月20日-26日     | 2003年ヨーロッパフィギュアスケート選手権（マルメ）       | 5  | 4  | 4    |
| 2002年11月28日-12月1日 | ISUグランプリシリーズ NHK杯（京都）                      | 2  | 2  | 2    |
| 2002年11月22日-24日    | ISUグランプリシリーズ ロシア杯（モスクワ）               | 6  | 4  | 4    |
| 2002年10月8日-10日     | ISUグランプリシリーズ ボフロスト杯（ゲルゼンキルヒェン） | 4  | 3  | 3    |